# Szlumbergera

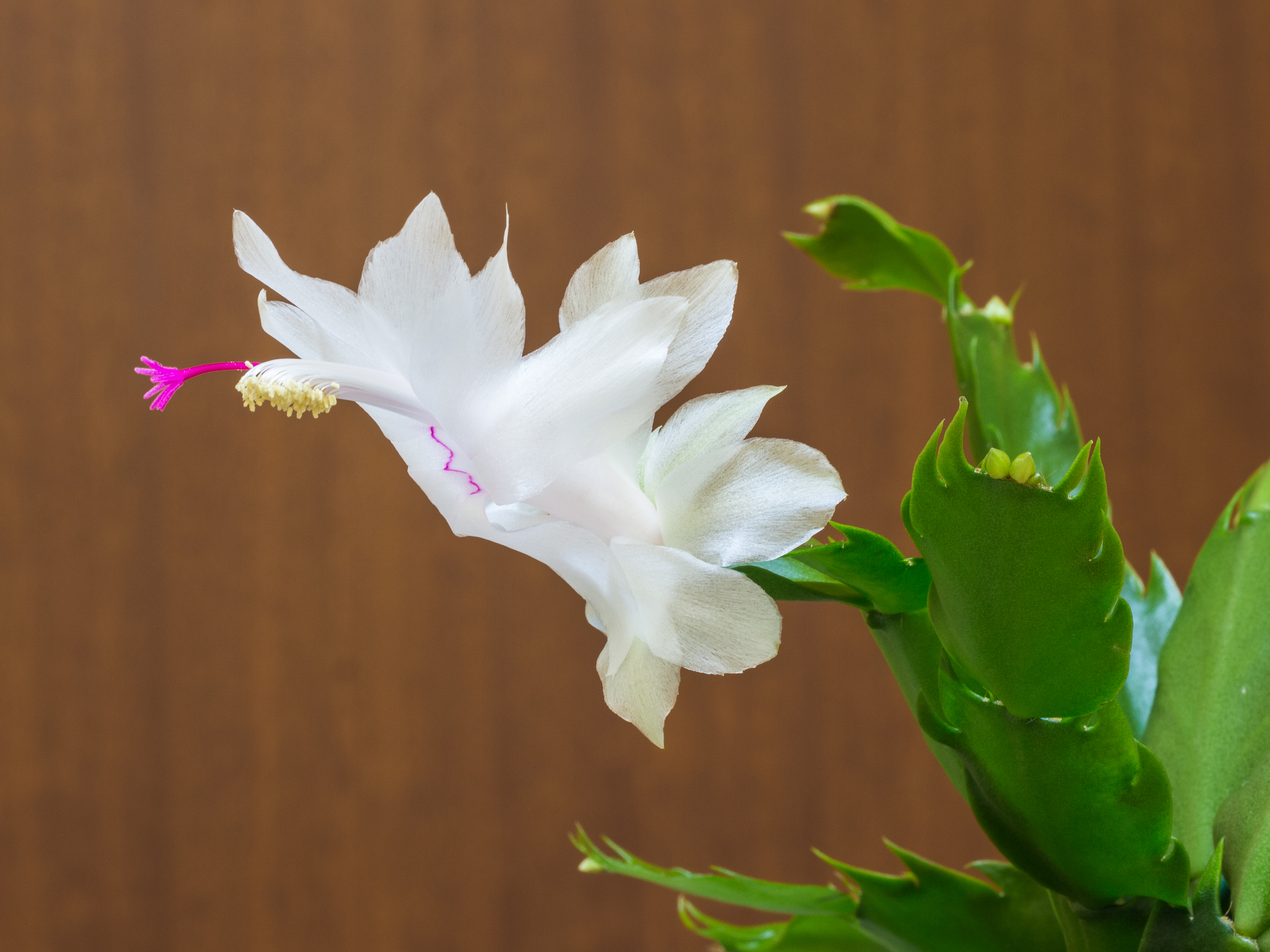
Szlumbergera ucięta

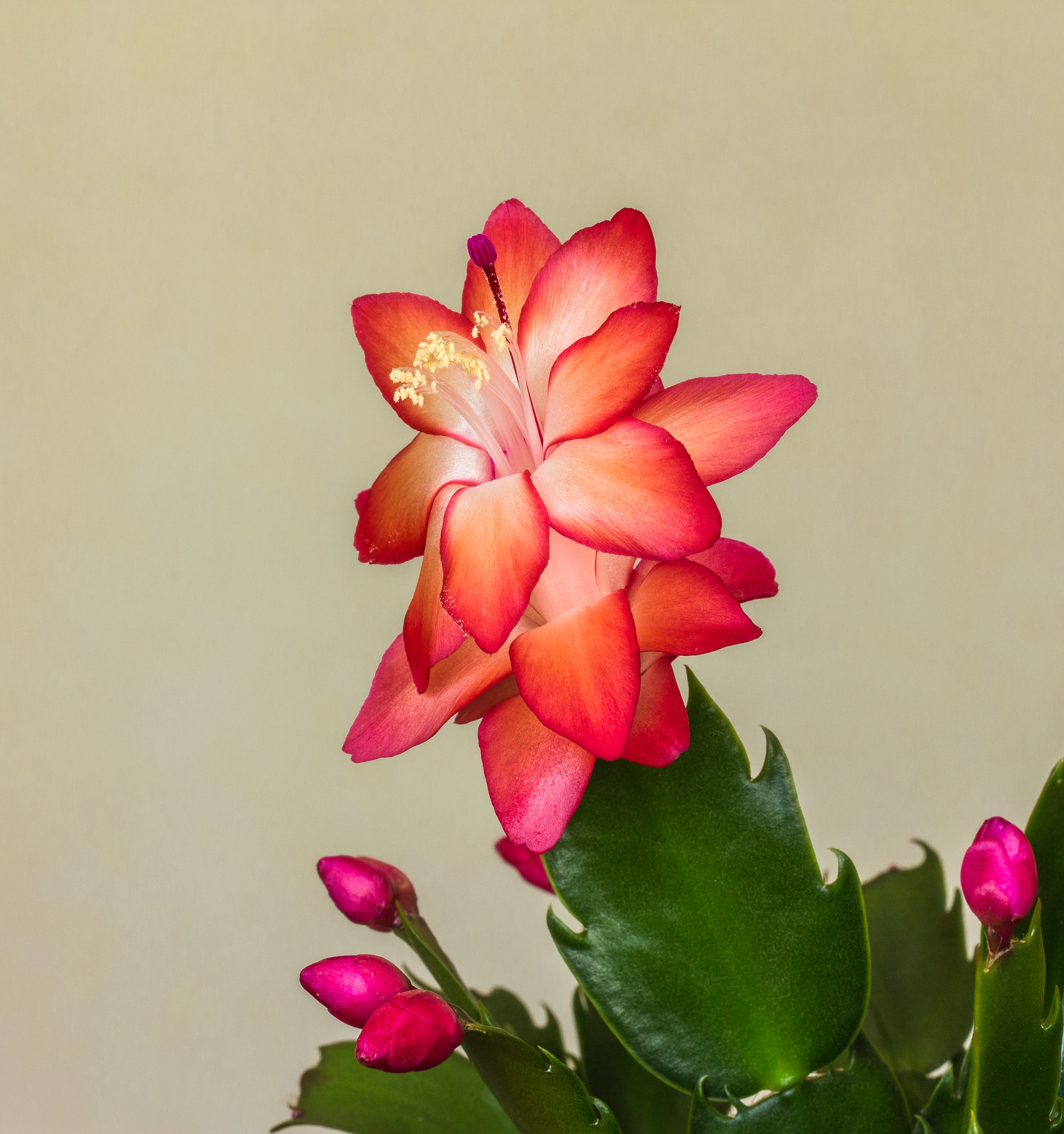
Szlumbergera ucięta

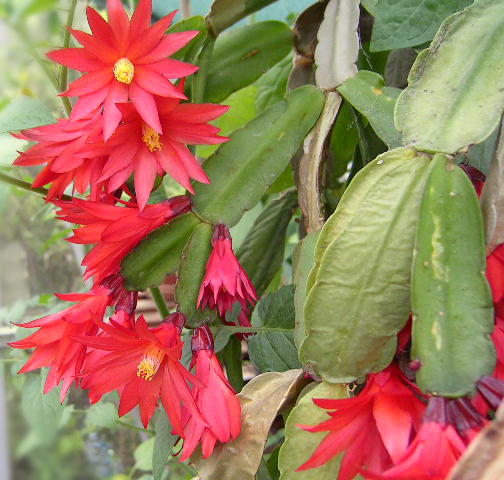
Schlumbergera gaertneri

Szlumbergera, zygokaktus, grudnik, raczek, epifillum zimowe, kaktus Bożego Narodzenia (Schlumbergera) – rodzaj roślin z rodziny kaktusowatych. Obejmuje 6 gatunków występujących w naturze w tropikalnej Ameryce Południowej, w lasach w regionie Rio de Janeiro w Brazylii. Należą tu popularne rośliny ozdobne, znane na półkuli północnej pod zbiorową nazwą kaktus Bożego Narodzenia, kaktus listopadowy, kaktus Dziękczynienia z powodu kwitnienia przypadającego na późną jesień i zimę. Faza diploidalna zawiera 22 chromosomy w komórkach.

## Morfologia
PokrójSpłaszczone członowane pędy kępiasto wyrastające z podłoża w postaci małych krzaczków. Szlumbergery rosną w naturze w dżunglach jako epifity.
PędSkłada się z płaskich lub zaokrąglonych członów, ułożonych jak ogniwa łańcucha i rozgałęziających się widlasto. Człony te mają różną długość i szerokość w zależności od gatunku. U niektórych brzegi są łagodnie karbowane lub ostro ząbkowane.
KwiatyWyrastają jesienią lub zimą z areolii (tzw. śpiących pączków) na wierzchołku ostatniego (najmłodszego) członu. Kwiaty mają intensywną, jaskrawą barwę i występują zazwyczaj licznie. Szlumbergery wymagają 10-14 °C w okresie kwitnienia i kwitną w takich warunkach zwykle obficie przez 6-8 tygodni.

## Systematyka
Synonimy
Epiphyllanthus A. Berger, Epiphyllum Pfeiff., Opuntiopsis Knebel, nom. inval., Zygocactus K. Schum., Zygocereus Fric & Kreuz.
Pozycja systematyczna według APweb (aktualizowany system APG III z 2009)
Należy do rodziny kaktusowatych (Cactaceae) Juss., która jest jednym z kladów w obrębie rzędu goździkowców (Caryophyllales) i klasy roślin okrytonasiennych. W obrębie kaktusowatych należy do plemienia Rhipsalideae, podrodziny Cacteoideae.
Pozycja i podział według systemu Reveala 1993-1999)
Gromada okrytonasienne Magnoliophyta Cronquist, podgromada Magnoliophytina Frohne & U. Jensen ex Reveal, klasa Rosopsida Bastsch, podklasa goździkowe Caryophyllidae Takht., nadrząd Caryophyllanae Takht., rząd goździkowce Caryophyllales Bessey in C.K. Adams, podrząd Cactineae Bessey in C.K. Adams, rodzina kaktusowate Cactaceae Juss, plemię Rhipsalideae DC., rodzaj szlumbergera Schlumbergera Lem..
Gatunki
- Schlumbergera kautskyi (Horobin & McMillan) N. P. Taylor
- Schlumbergera microsphaerica (K. Schum.) Hoevel
- Schlumbergera opuntioides (Loefgr. & Dusen) D. R. Hunt
- Schlumbergera orssichiana Barthlott & McMillan
- Schlumbergera russelliana (Hook.) Britton & Rose
- Schlumbergera truncata (Haw.) Moran – szlumbergera ucięta

Mieszańce i kultywary
W wyniku zabiegów hodowlanych utworzonych zostało szereg odmian uprawnych szlumberger. Ponieważ nieznane (nieujawnione) są formy wyjściowe lub powstały one w wyniku krzyżowania wielokrotnego – podporządkowane są w klasyfikacji taksonomicznej rodzajowi.
- Schlumbergera ×buckleyi (T. Moore) Tjaden. (synonim: Schlumbergera ×bridgesii)
- Schlumbergera ×reginae McMillan & Orssich – szlumbergera królewska

Mieszaniec Sch. truncata × Sch. orssichiana – dosyć duże człony, ząbkowane na brzegach, nieraz liczne korzenie powietrzne u podstawy członów i czerwone kwiaty. Odmiana silna, szybko rosnąca i wyrastająca do dosyć dużych rozmiarów, nieco już zapomniana, o kwiatach bardziej przypominających kwiaty S. truncata.
- Schlumbergera ×exotica Barthlott & Rauh

Mieszaniec Sch. truncata i Sch. opuntionides. Ma wydłużone pędy i kwiaty przypominające te u pierwszego gatunku. Wymaga 13 °C i lekkokwaśnego podłoża.
- Schlumbergera 'Bristol Amber' McMillan

Okwiat barwy ciemnego bursztynu z jaśniejszą gardzielą, nawet ciemnobiałą. Kwitnie wczesną zimą i należy jej wówczas zapewnić minimum 15 °C.
- Schlumbergera 'Bristol Queen' McMillan

Odmiana wielobarwna – ma kwiaty barwy karmazynowej lub białej, czasami także stanowiącej połączenie obu tych kolorów. Kwitnie bardzo obficie późną jesienią i wczesną zimą. Należy ją wówczas podlewać bardzo ostrożnie, gdyż przy nadmiarze wilgoci zaczyna gnić. Podczas kwitnienia wymaga temperatury nie mniejszej niż 15 °C.
- Schlumbergera 'Bristol Rose' McMillan

Odmiana o kwiatach ciemnych. Ich brzegi mają ciemnoróżowe zabarwienie, natomiast w miarę zbliżania się do gardzieli kolor staje się jaśniejszy; od jasnoróżowego do białego. Kwitnie wczesną zimą. W tym okresie wymaga ostrożnego podlewania i temperatur nie mniejszych niż 15 °C.
- Schlumbergera 'Christmas Cheer'

Odmiana pochodzenia holenderskiego. Ma pomarańczowo-czerwony okwiat, czerwoną szyjkę słupka zakończoną szkarłatnym znamieniem i kremowobiałe pręciki. Wymaga rozproszonego światła i lekko kwaśnego, ale porowatego podłoża. Minimalną temperaturą do hodowli tej rośliny jest 13 °C.
- Schlumbergera 'Gold Charm'

Kultywar otrzymany w 1982 r. w amerykańskiej firmie ogrodniczej B.L. Cobia, USA. Charakterystyczną cechą tej odmiany są złocisto-żółte kwiaty. W celu utrzymania ich zabarwienia nie należy dopuszczać do spadku temperatury poniżej 13 °C. Poniżej tej temperatury żółte zabarwienie kwiatów przechodzi w kolor różowy. Zjawisko to dotyczy zresztą wszystkich innych odmian Szlumbergery o żółtych kwiatach.
- Schlumbergera 'Lilac Beauty' Innes

Kultywar stworzony w Wielkiej Brytanii w wyniku skrzyżowania typowej Schlumbergera truncata i odmiany botanicznej Sch. truncata var. delicatus. Kwitnie późną zimą.
- Schlumbergera 'Rudolf Zenneck'

Kultywar uzyskany w Niemczech. Wymaga rozproszonego światłą, 13 °C i podłoża przepuszczalnego dla kaktusów.
- Schlumbergera 'Westland'

Odmiana wyhodowana w Holandii. Ma mniejsze kwiaty niż inne kultywary, o różnorodnych odcieniach czerwonych płatków i z białą gardzielą. Kwitnie od późnej zimy do wczesnej wiosny. Należy jej zapewnić co najmniej 13 °C oraz lekko kwaśne podłoże.
- Schlumbergera 'White Christmas'

Kultywar wyhodowany w Kalifornii. Odmiana kwitnie obficie, a swoim wyglądem przypomina Schlumbergera truncata var. delicatus, jednakże jest od niej o wiele mniejsza i ma białe kwiaty. Wywodzą się od niej biało kwitnące odmiany hodowlane rodzaju Schlumbergera. Należy jej zapewnić lekko kwaśne i porowate podłoże oraz temperaturę 13 °C.
- Schlumbergera 'Malissa'

Odmiana o białych, w odcieniu śmietany, stosunkowo małych kwiatach, długo utrzymujących się na roślinie i dużych, szerokich członach, grubo ząbkowanych na brzegach. Stara, silna, nieopatentowana odmiana.

## Zastosowanie
W klimacie europejskim przedstawiciele tego rodzaju uprawiani są jako ozdobne rośliny doniczkowe.

## Uprawa
WymaganiaStanowisko najlepiej słoneczne, ale rośliny te również dobrze rozwijają się w półcieniu. Należy je chronić przed bezpośrednim oświetleniem w lecie. Lubią miejsca wilgotne i ciepłe. Są łatwe w uprawie i znoszą spadki temperatury do 10 °C. Mimo to najlepiej zapewnić im temperaturę wynoszącą około 13 °C.
RozmnażanieRoślinę można łatwo rozmnożyć ucinając jej fragment składający się z dwóch spłaszczonych łodyg, wysuszając go i wkładając do piaszczystego, lekko wilgotnego podłoża. Ukorzenianie zajmuje od 3 do 6 tygodni.
Szkodniki i chorobySzlumbergery są rzadko atakowane przez szkodniki i choroby (zwłaszcza bakteriozy), toteż są łatwe w uprawie.